# Nathan Trott
Nathan Wallace Newman Trott (ur. 21 listopada 1998) – angielski piłkarz pochodzący z Bermudów, grający na pozycji bramkarza w Cardiff City, do którego jest wypożyczony z FC Kopenhaga.

## Sukcesy
Anglia U-19
- Mistrzostwa Europy U-19: Gruzja 2017